# Lasconotus subcostulatus
Lasconotus subcostulatus är en skalbaggsart som beskrevs av Kraus 1912. Lasconotus subcostulatus ingår i släktet Lasconotus och familjen barkbaggar. Inga underarter finns listade i Catalogue of Life.